# Административна подјела Турске
Турска Република има јединствену структуру у смислу администрације и овај аспект један је од најважнијих фактора који обликују турску јавну администрацију. Када се три гране власти (законодавна, извршна и судска) узму у обзир као главне функције државе, мјесној администрацији остаје мало овлашћења. Турска је унитарна држава и вијалети су подређени централној власти. Мјесне администрације су основане како би пружиле услуге на мјесту, а владу представљају гувернер и градски гувернери. Поред гувернера и градских гувернера, друге високе јавне званичнике такође именује влада, а не градоначелници или бирали на изборима.
Турска је подијељена на 81 вилајет у административне сврхе. Сваки вилајет је подијељен на округе, који укупно има 923. Турска је такође подијељена на 9 регија и 21 подрегију ради географских, демографских и привредних сврха; ова подјела се не односи на административну подјелу.
Увелико централизована структура доношења одлука у Анкари, често се сматра сметњом за добро управљање и често изазива незадовољство, нарочито у регијама насељеним етничким мањинама. Кораци ка децентрализацији од 2004. године, показали су се као контроверзно питање у Турској. Турска је према Европској повељи о самоуправљању дужна да децентрализује своју административну структуру. Програм децентрализације је тема текуће расправе између академика, политичара и шире јавности.
Турска је хијерахијски административно подијељена на сљедећи начин:
- Вилајети
  - Окрузи
    - Полурурални
    - Рурални
    - Урбани